# Tierra de nadie (guerra)

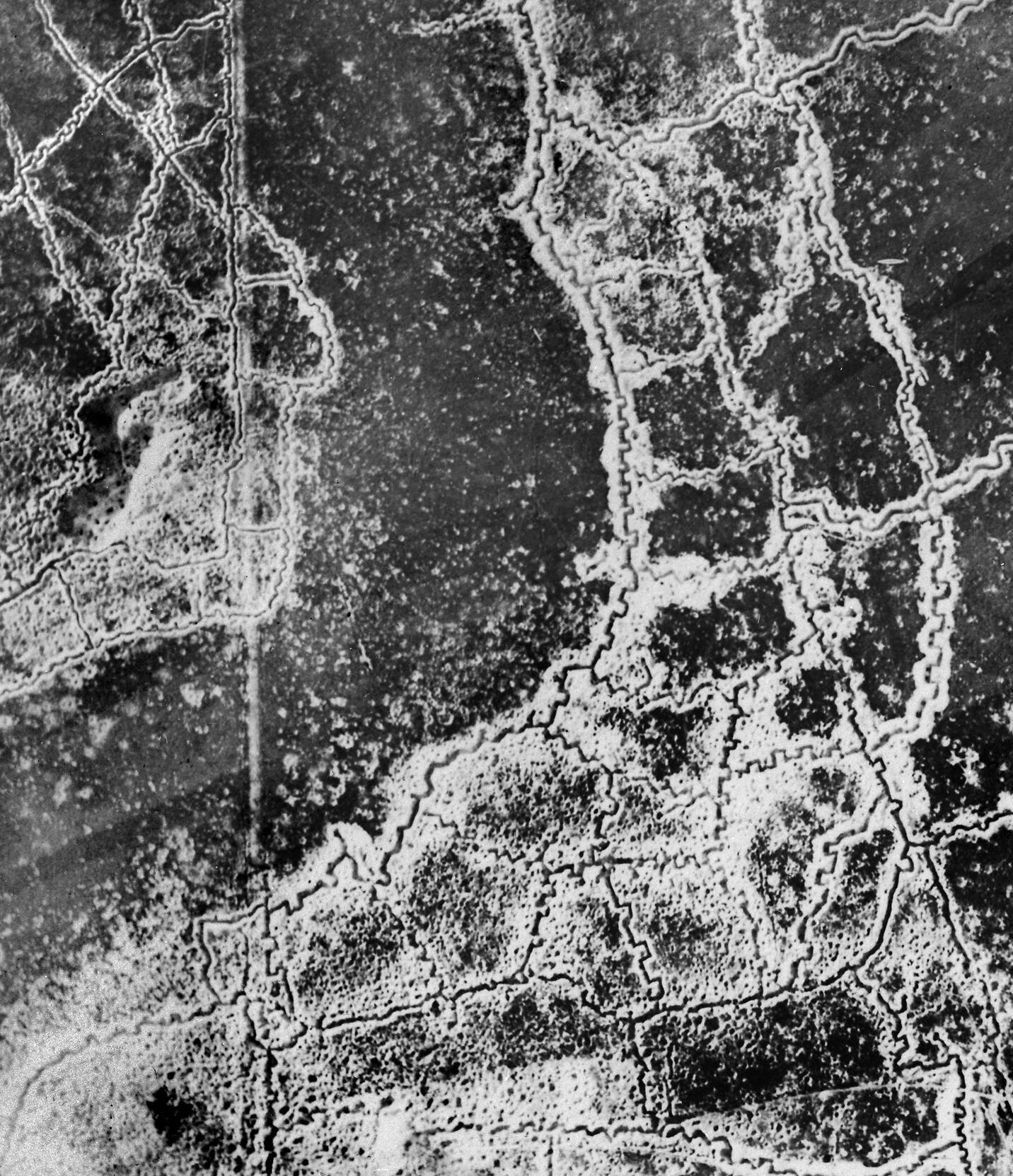
Una fotografía aérea que muestra trincheras opuestas y la tierra de nadie entre Loos y Hulluch durante la Primera Guerra Mundial

Tierra de nadie es un término utilizado para denominar al territorio no ocupado entre las primeras líneas de dos ejércitos enfrentados. Originalmente, se utilizó para definir un territorio en disputa o un vertedero de basura entre feudos. En tiempos modernos, se asocia comúnmente con la Primera Guerra Mundial para describir el área de tierra entre dos sistemas de trincheras enemigos, que no está bajo el control de ninguno de los lados. Además, este término se utiliza metafóricamente para referirse a un área ambigua, anómala o indefinida en cuanto a su aplicación, situación o jurisdicción. En algunas ocasiones, se ha utilizado para nombrar una ubicación específica.

## Origen
El diccionario inglés Oxford contiene una referencia al término No man's land que se remonta al año 1320, por entonces escrito como nonesmanneslond, que se utilizaba para describir un territorio en disputa o sobre el que había un desacuerdo legal. El mismo término se utilizó posteriormente como nombre para el terreno situado fuera de la muralla norte de Londres, que se utilizaba como lugar de ejecución. El término también se aplicaba a una zona poco utilizada de los barcos, el castillo de proa, donde se acumulaban cuerdas, polipasto y otros elementos náuticos.

## Primera Guerra Mundial

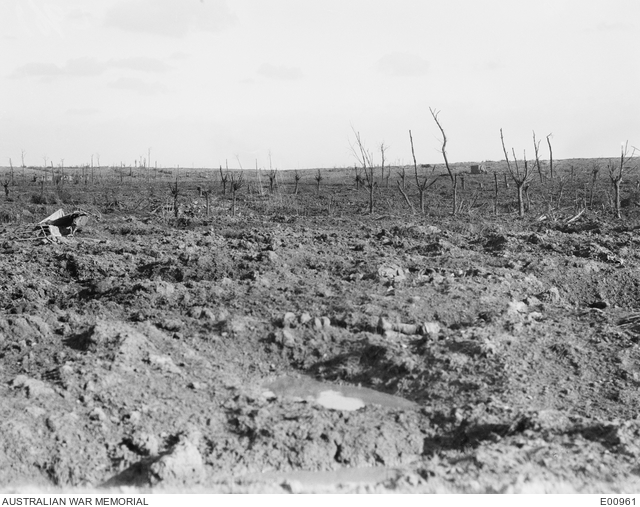
"No man's land" entre las fuerzas alemanas y australianas durante la Primera Guerra Mundial.

El ejército británico no utilizaba habitualmente el término No Man's land cuando llegó a Francia en 1914. Los términos más utilizados a comienzos de la Gran Guerra para describir el terreno situado entre las líneas de trincheras eran 'entre las trincheras' o 'entre las líneas'. 
El término 'no man's land' fue utilizado por primera vez en un contexto militar por el soldado e historiador Ernest Swinton en su breve historia The Point of View ("El punto de vista"). Swinton utilizó el término en la correspondencia militar del Frente Occidental, mencionando específicamente el término en referencia a la operación de la carrera al mar de finales de 1914. Durante la Tregua de Navidad anglogermana de 1914 el término comenzó a utilizarse de forma común y habitual, apareciendo con frecuencia en los comunicados oficiales, noticias de los periódicos y en la correspondencia personal de los soldados del ejército británico.
Durante la Primera Guerra Mundial, atravesar la tierra de nadie a menudo resultaba una experiencia infernal para los soldados, que tenían que recorrer varias decenas o cientos de metros (en algunos casos una distancia de tan solo 15 metros) expuestos al fuego enemigo. La tierra de nadie estaba defendida por las ametralladoras y rifles de ambos bandos, y a menudo estaba repleta de minas y de alambre de espinos, así como de los cuerpos de soldados muertos y heridos que no habían sido capaces de atravesar la lluvia de explosiones y balas. La tierra de nadie a menudo quedaba devastada por las explosiones e impactos de artillería, expuesta al fuego de las trincheras enemigas que trataban de impedir cualquier avance del adversario. Sin embargo, los soldados no solo se veían obligados a atravesar la tierra de nadie cuando trataban de avanzar, sino también cuando tenían que retroceder, o cuando tenían que salir de la protección de las trincheras para recoger a los heridos.
El poeta británico Wilfred Owen, que murió en servicio durante la Gran Guerra, escribió en un par de cartas:
"La tierra de nadie está hinchada como un cuerpo afectado por la enfermedad más repugnante y su hedor es el aliento del cáncer...la tierra de nadie bajo la nieve es como la cara de la Luna, caótica, recubierta de cráteres, inhabitable, terrible, la bóveda de la locura.
Paisajes horribles, sonidos viles...todo antinatural, devastado, roto; la distorsión de los muertos, cuyos cuerpos sin enterrar yacen fuera de los agujeros todo el día, toda la noche, las visiones más execrables sobre la Tierra."
El infierno de la tierra de nadie constituyó un lugar casi impenetrable hasta cerca del final de la Primera Guerra Mundial, cuando los tanques fueron capaces de atravesarla con poca oposición y romper las defensas de las trincheras enemigas.

## Guerra Fría
Durante la Guerra Fría la tierra de nadie era el territorio próximo al Telón de acero. Oficialmente el territorio pertenecía a los países del Bloque Oriental, pero más allá había varias zonas de tierra deshabitada de varios cientos de metros en las que se habían construido torres de vigilancia, campos de minas, etcétera.